# 岩田賢一
岩田 賢一（いわた けんいち、1992年〈平成4年〉8月13日 - ）は、日本のお笑い芸人。
沖縄県出身。吉本興業東京本社所属。

## 人物
- 元高校球児であり、光荘高校野球部時代は足を活かしショートを守り、打撃面では4番打者を務め「沖縄のタイガーウッズ」「無能イワタ」の異名で注目を集めた。
- コンフィデンシャルというコンビで活動していた[1]。